# Saint-Martin-des-Monts
Saint-Martin-des-Monts é uma comuna francesa na região administrativa do País do Loire, no departamento de Sarthe. Estende-se por uma área de 5.72 km². Em 2010 a comuna tinha 179 habitantes (densidade: 31,3 hab./km²).